# 梁氏宗祠 (店埠镇)
梁氏宗祠，是位于中国安徽省合肥市肥东县店埠镇桑园村的一个清代古建筑，2008年入选第四批肥东县文物保护单位。
梁氏宗祠始建于清朝康熙年间，占地800平方米，建筑面积300平方米，二进五开间、两边厢房共20间房屋，砖木结构，内部房梁雕刻精美。门前有新建的一对石狮子。